# ZOO JAPAN
ZOO JAPANは東京都渋谷区にある動物プロダクション。他に愛玩動物に関する商品の販売・しつけ教室や各種セレモニーなどをプロデュースする日本の会社である。

## 概要
- 動物プロダクション。タレントとして所属・登録している動物を各種メディアに貸し出している。
- タレント派遣の他、一般家庭で飼育されている愛玩動物を預かるペットホテルや訓練教室なども行っている。

## 登録している動物の主な出演歴

### 映画
- ALWAYS三丁目の夕日
- 犬飼さんちの犬
- 幼獣マメシバ
- くろねこルーシー　など

### テレビドラマ
- 龍馬伝
- 勇者ヨシヒコと魔王の城　など

### その他テレビ出演
- ZIP! - 2012年8月まで放送された人気コーナー『ZIPPEIスマイルキャラバン』に出演していたZIPPEI兄弟が所属していた。
- 和風総本家
- 志村どうぶつ園
- どうぶつ奇想天外!　など

### CM
- 日清ペットフード
- ペティオ
- 積水ハウス　など

### 舞台
- アニー
- コクーン歌舞伎『三人吉三中村屋』　など